# Agonia Records
 (juillet 2025).
Motif : absence de sources secondaires pérennes, indépendantes et de qualité.
- Archive Wikiwix
- Bing
- Cairn
- DuckDuckGo
- E. Universalis
- Gallica
- Google
- G. Books
- G. News
- G. Scholar
- Persée
- Qwant
- (zh) Baidu
- (ru) Yandex
- (wd) trouver des œuvres sur Wikidata

| 1. | Préciser le motif de la pose du bandeau. | Précisez le motif de la pose du bandeau en utilisant la syntaxe suivante : {{admissibilité à vérifier\|date=juillet 2025\|motif=remplacez ce texte par le motif}}                   |
| 2. | Informer les utilisateurs concernés.     | Pensez à avertir le créateur de l'article, par exemple, en insérant le code ci-dessous sur sa page de discussion : {{subst:avertissement admissibilité à vérifier\|Agonia Records}} |

Agonia Records est un label de heavy metal polonais, spécialisé dans le death metal et le black metal.

## Groupes
- Aborym
- Acrimonious
- Aosoth
- Blaze Of Perdition
- Centinex
- Code
- Decline Of The I
- Decrepit Birth
- Demonical
- Den Saakaldte
- Deranged
- Die Hard
- Enthroned
- Ephel Duath
- Forgotten Tomb
- Glorior Belli
- Hypothermia
- In Mourning
- Infernal War
- Inferno
- Inquisition (groupe)
- King Parrot
- Kongh
- Krypt
- Mr Death
- Necrovation
- Nocturnal Breed
- Nyx
- October Tide
- Origin
- Pest
- Ragnarok
- Root
- Spektr
- Stench
- Svartsyn
- Temple of Baal
- The Konsortium
- The Moth Gatherer
- The Order Of Apollyon
- Threat Signal
- Tombstone Highway
- Unpure
- Usurpress
- Varathron
- VI
- Vorkreist
- Zarathustra